# Tüske
A tüske hegyes és szúrós növényi képlet, amely a száron vagy a levélen található. Bőrszöveti eredetű, ezért könnyen eltávolítható, ellentétben a tövissel, hiszen a növény mélyebb rétegébe nem hatol. Szerepük viszont azonos: megvédeni a növényt a növényevő állatoktól.
Tüskéje van például a rózsának.